# Egesina bhutanensis
Egesina bhutanensis är en skalbaggsart som först beskrevs av Stefan von Breuning 1975.  Egesina bhutanensis ingår i släktet Egesina och familjen långhorningar. Inga underarter finns listade i Catalogue of Life.